# Swiss Family Robinson
Swiss Family Robinson (conocida como Los robinsones de los mares del sur en España y La ciudadela de los Robinson o La familia Robinson en Hispanoamérica) es una película de aventuras estadounidense producida por Walt Disney y estrenada en 1960. Basada en el libro homónimo de Johann Wyss, sigue las aventuras de la familia Robinson tras sufrir un naufragio en una isla desierta. Se rodó en la isla de Tobago y fue la película de acción real más cara hasta la fecha.

## Argumento
En su viaje a Nueva Guinea, una familia suiza sufre un naufragio en la costa de una isla desierta, pero consigue salvar del barco gran cantidad de víveres y herramientas. La familia construye una amplia casa en la copa de un árbol y descubre que la isla está llena de animales, a los que se suman dos perros gran danés que viajaban en el barco.
Los hijos mayores, Fritz y Ernst, salen a explorar y en el otro lado de la isla encuentran a unos piratas que han apresado a otro barco y retienen al capitán y al grumete con intención de pedir rescate por sus vidas. Fritz y Ernst rescatan al grumete, llamado Bertie, pero el capitán se queda atrás. Cuando huyen de regreso a la casa del árbol, descubren que Bertie es en realidad Roberta (Janet Munro) una chica vestida como un hombre.
El padre supone que los piratas irán a buscarlos y prepara una defensa contra ellos con trampas y barricadas. Mientras, Fritz y Ernst compiten por el afecto de Roberta. La familia prepara una fiesta, con carrera incluida, en la que Francis monta un pequeño elefante, Ernst un avestruz, Roberta una cebra y el mono corre sobre uno de los perros. La madre dispara un arma como señal de salida y los piratas oyen el disparo.
Liderados por su capitán, los piratas atacan, pero la familia se defiende con las trampas e inventos que han ideado todo ese tiempo. Aun así, los piratas los superan en número. En el momento más crítico, un barco aparece en el horizonte capitaneado por el abuelo de Roberta, y dispara varios cañonazos y hace huir a los piratas. El capitán se ofrece a llevar a la familia de vuelta a la civilización, pero los suizos le han cogido cariño a la isla y todos deciden quedarse excepto Ernst, que quiere estudiar en la universidad.

## Reparto
- John Mills es Papá Robinson.
- Dorothy McGuire es Mamá Robinson.
- James MacArthur es Fritz Robinson.
- Janet Munro es Roberta, "Bertie".
- Sessue Hayakawa es Kuala, el jefe de los piratas.
- Tommy Kirk es Ernst Robinson.
- Kevin Corcoran es Francis Robinson.
- Cecil Parker es el capitán Moreland.

## Producción

### Origen y primeras adaptaciones
La película se basa en una obra del pastor suizo Johann David Wyss (1743 - 1818), publicada bajo el título Der Schweizerische Robinson y conocida como El Robinson suizo.
La película es la segunda adaptación de la novela; otra versión llamada Swiss Family Robinson fue realizada por Edward Ludwig en 1940 para RKO Pictures. Un artículo del Saturday Evening Post de diciembre de 1960 afirma que Bill Anderson decidió hacer su versión después de ver esta película.
Según un artículo del Los Angeles Times publicado en julio de 1959, el director Ken Annakin usó la adaptación de RKO como «un ejemplo de lo que no hay que hacer», evitando reproducir la película y centrándose en el lugar del rodaje y en una dirección artística realista.

### Desarrollo del guion
La producción de la película comenzó durante el rodaje de Escalada hacia la muerte (1959) en Zermatt (Suiza), durante la primavera y el verano de 1958. El director Ken Annakin, quien ya había trabajado previamente para Disney en La espada y la rosa (1953), recordó que durante la filmación Bill Anderson anunció que su siguiente producción estaría basada en la novela de aventuras de Johann David Wyss.
Durante su permanencia helvética Annakin pudo leer el libro, preguntándose cómo Disney quería hacer una historia tan anticuada. Una vez de vuelta en Burbank, Annakin y Anderson visitaron la oficina de Walt Disney para hablar de la película, el cual les confió: «Bien, ahora tiramos todo el libro por la ventana y mantenemos la idea de una familia suiza que emigra a los Estados Unidos y sufre un naufragio, salvando una parte del barco y de su contenido... Podéis imaginar todo lo que queráis, usar todos los animales que pudieran resultar divertidos». Además de la idea general se mantuvo también los nombres de los personajes, y se añadieron escenas nuevas a la historia como la introducción de un interés amoroso para uno de los hijos o la subtrama de los piratas.
A lo largo de sucesivas reuniones, Annakin y Disney fueron discutiendo los aspectos de la historia. Walt introdujo en el guion nuevas ideas del dibujante John Jensen, concretamente sobre las escenas de los piratas. Buena parte del diálogo de la película se inspiró directamente en los bocetos de Jensen.

### Rodaje

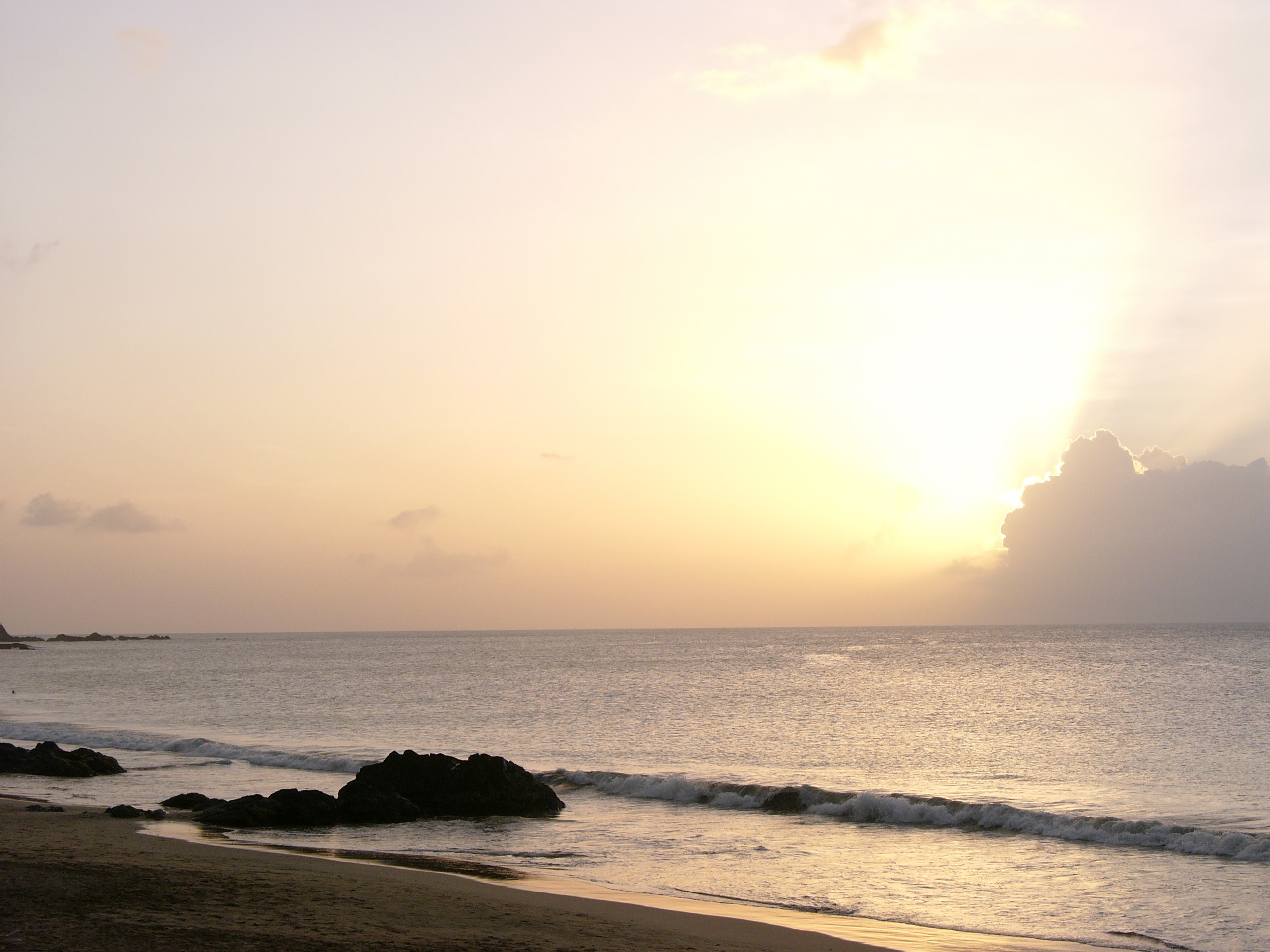
La película se rodó completamente en la isla de Tobago

Hubo varias reuniones para decidir el lugar de rodaje. Las alternativas eran hacer la película en un estudio en Burbank o filmarla en un entorno natural. Annakin quería rodar en Ceilán y Basil Keys, el productor asociado, en África Oriental. Bill Anderson, el productor de la película, insistió en que examinasen el Caribe. Visitaron Jamaica y Trinidad (Trinidad y Tobago) pero no era lo que buscaban. Alguien en Trinidad les habló de una isla cercana, Tobago. Cuando la vieron por primera vez se «enamoraron al instante», y enviaron un telegrama a Anderson, quien viajó al lugar y comprobó que «se ajustaba a sus necesidades».
Después del visto bueno por parte de Disney, el equipo y el reparto recibieron sus vacunas y prepararon los pasaportes para una estancia de seis meses en la isla. El rodaje fue difícil y se tuvieron que solventar una serie de dificultades. El primer problema fue logístico. Se tuvo que construir un almacén para el equipo, y decorados desde cero con materiales traídos desde Trinidad. Y también la casa del árbol, que según palabras de Annakin, «era muy sólida capaz de albergar a veinte miembros del equipo y al reparto y construida en secciones para que pudiera ser desmontado y reconstruido por la familia en la película». Solo disponían de tres horas diarias de sol para rodar en el árbol, a causa de la vegetación que lo rodeaba. También sufrieron dificultades meteorológicas. La tormenta tropical Edith inundó los lugares de rodaje, paralizando la producción durante semanas. Parte del equipo y el reparto ayudaron a los nativos a reconstruir sus hogares.
El guion requería el uso de animales, que llegaron de todas partes del mundo. Walt propuso una escena con un tigre, a lo que Annakin dudó por una experiencia anterior rodada con un tigre y sugirió un león en su lugar. Walt respondió que «al final hemos encontrado algo a lo que Ken teme. Si te asusta rodar al tigre, ¡iré con una cámara de dieciséis milímetros y rodaré yo mismo!». Los animales que trajeron incluían ocho perros, dos tortugas gigantes, cuarenta monos, dos elefantes, seis avestruces, cuatro cebras, cien flamencos, seis hienas, dos anacondas, y un tigre. Catorce instructores entrenaban a los animales. Cada día en torno a las cuatro de la tarde, el director les indicaba lo que hacía falta que hiciesen los animales al día siguiente para que lo aprendiesen durante la noche. Los flamencos rosas hicieron un viaje a la Guyana Británica, saliendo por la tarde y regresando al día siguiente a la hora del almuerzo.
Las condiciones de rodaje eran a menudo peligrosas, especialmente para las actores, quienes rodaron muchas de sus escenas de acción. En un pantano aislado una anaconda cogió al actor James MacArthur por sorpresa y se enrolló sobre sus hombros apretando tres veces antes de que pudiesen rescatarlo. John Mills dijo en una entrevista concedida en 1959 que «si un escorpión no me pica durante la noche me meto en el coche, y si no se desliza por el borde de un acantilado, llego a un manglar. Lo atravieso, y si no soy succionado por arenas movedizas, devorado por los cangrejos de tierra, o mordido por una serpiente, llego a la playa. Me cambio en la playa, intentando evitar ser engullido por los insectos, y camino hasta el mar. Si no hay tiburones ni barracudas, rodamos la toma, y entonces hago el mismo recorrido de vuelta, siempre, por supuesto, que no hayamos muerto mientras tanto de insolación».
El rodaje fue largo y difícil. Como ejemplo, se necesitaron diez días para la escena del embarrancamiento. Los animales y los objetos flotantes cambiaban constantemente de dirección, corriendo a veces peligro de chocar. El rodaje se alargó durante veintidós semanas. Al finalizar, Annakin descubrió que había habido un problema con el sonido, así que reunió de nuevo al reparto en los Estudios Pinewood durante veintiocho días para regrabar el diálogo.